# Jesús Noel Alzugaray
Jesús Noel Alzugaray Balín (Quebracho, Paysandú, 11 de mayo de 1963) es un exfutbolista uruguayo que jugaba como delantero.

## Biografía
Oriundo de Quebracho (departamento de Paysandú), desde niño realizó tareas rurales junto a su familia, entre ellas la doma de caballos por lo que más adelante sería conocido como el «domador de Quebracho». Es el menor de nueve hermanos.
Jugó en el Club Atlético Boston River de su localidad natal, en el Wanderers Football Club de la ciudad de Paysandú e integró la selección departamental de Paysandú.
En 1983 Víctor Espárrago lo llevó a jugar en el Club Nacional de Football donde convirtió varios goles, incluso en un clásico. Con 22 años pasó a jugar en el Real Club Recreativo de Huelva, cuando en 1985 Espárrago fue designado director técnico del club que en ese momento jugaba en la Segunda División de España. Allí ya jugaba otro exjugador de Nacional, Arsenio Luzardo, con quien conformó una eficaz dupla goleadora. Jugó 211 partidos y marcó 84 goles en el Recreativo.
El director técnico de la selección uruguaya, Omar Borrás, lo convocó para tres partidos amistosos de cara al Mundial de México 1986, pero no integró la delegación final.
Varios clubes españoles importantes buscaron contratarlo, pero una lesión de tendón de Aquiles lo obligó a retirarse del fútbol profesional en 1992. Se retiró con 28 años después de siete temporadas en el Recreativo de Huelva.
Siguió jugando unos años más a nivel amateur en Salto. 
En 1995 fue campeón del Litoral con la selección de Salto. 